# Marco Scurria
Marco Scurria (ur. 18 maja 1967 w Rzymie) – włoski polityk, eurodeputowany VII kadencji, senator.

## Życiorys
Ukończył w 1991 nauki polityczne na Uniwersytecie Rzymskim – La Sapienza. Działał w organizacjach młodzieżowych Włoskiego Ruchu Socjalnego (w Fronte della Gioventù) i Sojuszu Narodowego (w Azione Giovani). Był m.in. wiceprzewodniczącym szczebla krajowego drugiej z nich. W ramach AN został zastępcą Gianniego Alemanno, przewodniczącego rzymskich struktur partii.
W 2001 stanął na czele Nazionale del Modavi (ruchu stowarzyszeń włoskich wolontariuszy). W 2003 był doradcą ministra łączności Maurizia Gasparriego. W 2005 został powołany do rady ekspertów ds. przeciwdziałania narkomanii, a w 2008 do jednego z komitetów wykonawczych w Ministerstwie Spraw Zagranicznych.
W wyborach w 2009 uzyskał z listy powstałego m.in. na bazie AN Ludu Wolności mandat posła do Parlamentu Europejskiego VII kadencji. Wszedł w skład prezydium grupy Europejskiej Partii Ludowej, został też członkiem Komisji Kultury i Edukacji. W PE zasiadał do 2014. Przystąpił później do partii Bracia Włosi – Centroprawica Narodowa. W 2022 uzyskał mandat senatora XIX kadencji.